# El pop d'Antònia Font. Versions halògenes
El pop d'Antònia Font. Versions halògenes és un àlbum tribut al grup de pop mallorquí Antònia Font, publicat el 13 de desembre del 2011 sota el segell discogràfic DiscMedi. El disc consisteix en 19 cançons del grup mallorquí versionades per diversos grups catalans.
El juliol del 2011, coincidint amb la publicació de Lamparetes mesos abans, la revista Enderrock edità i distribuí Alegria revisitat, un disc amb les cançons del tercer àlbum d'Antònia Font, Alegria, reinterpretades per artistes catalans com Tomeu Penya i Mishima. El pop d'Antònia Font fou una ampliació d'aquest treball, que inclou nou de les deu cançons d'Alegria revisitat juntament amb deu cançons noves, provinents d'altres discs del grup mallorquí. El duet Pulpopop publicà un videoclip de la seva versió de «Tots es motors», original del disc A Rússia.

## Llista de cançons
Totes les cançons foren escrites i compostes per Joan Miquel Oliver. 
| Núm. | Títol                    | Música          | Àlbum original      | Durada |
| ---- | ------------------------ | --------------- | ------------------- | ------ |
| 1.   | «Alegria...»             | Tomeu Penya     | Alegria             | 3:52   |
| 2.   | «Dins aquest iglú»       | The New Raemon  | Alegria             | 3:34   |
| 3.   | «Batiscafo Katiuscas»    | Glissando*      | Batiscafo Katiuscas | 4:28   |
| 4.   | «Final»                  | Mishima         | Alegria             | 4:32   |
| 5.   | «Holidays»               | Ix!             | Taxi                | 4:19   |
| 6.   | «Wa yeah!»               | La Iaia         | Batiscafo Katiuscas | 3:08   |
| 7.   | «Productes de neteja»    | La Bien Querida | Alegria             | 2:49   |
| 8.   | «Tokio m'és igual»       | Anímic          | Batiscafo Katiuscas | 4:06   |
| 9.   | «Asteroide núm. 15000»   | Joan Colomo     | Alegria             | 3:26   |
| 10.  | «Me sobren paraules»     | Quart Primera   | Lamparetes          | 3:23   |
| 11.  | «Tristesa»               | Litoral         | Alegria             | 5:42   |
| 12.  | «Clint Eastwood»         | Very Pomelo     | Lamparetes          | 3:34   |
| 13.  | «Portaavions»            | Inspira         | Taxi                | 3:32   |
| 14.  | «Patxanga»               | Gertrudis       | Alegria             | 3:05   |
| 15.  | «Armando Rampas»         | Raydibaum       | Taxi                | 2:23   |
| 16.  | «Vos estim a tots igual» | Marcel Cranc    | Alegria             | 3:54   |
| 17.  | «Tots es motors»         | Pulpopop        | A Rússia            | 3:34   |
| 18.  | «Alpinistes-Samurais»    | Oliva trencada  | Alegria             | 3:39   |
| 19.  | «Robot»                  | Erm             | Taxi                | 4:15   |